# 弗朗索瓦-拉烏爾·拉什
弗朗索瓦-拉乌尔·拉什（François-Raoul Larche，1860年—1912年）是法国新艺术派雕塑家，他曾創作出大量女性形象（包括裸体和披肩）的雕塑。
他是受舞蹈家洛伊·富勒启发的几位艺术家之一；他有一件雕像作品描绘了富勒跳舞的情景，部分帷幔在她的头顶和身后飘扬，像一团火焰。
另一件雕塑《Les Violettes》描绘了一群裸体儿童和一个可能是他们的母亲或姐姐的年长女孩。他们的身体被花茎和叶子缠绕着，戴着花瓣帽子，表明他们代表花的精神。

## 脚注
1. ↑  . www.christies.com.cn.   [2021-12-18]. （原始内容存档于2021-12-18） （英语）.